# Нафаш, Анзор Надимович
Анзо́р Нади́мович Нафаш (араб. أنزور نديم رشاد نفش‎; 2 ноября 1978 года, Нальчик, СССР) — российский футболист, полузащитник. Имеет также иорданское гражданство. Выступал за национальную сборную Иордании.

## Карьера
Родился 2 ноября 1978 года. Отец русский, мать иорданка. Воспитанник нальчикского футбола. В 1997 году начал играть за основной состав нальчикского «Спартака». После этого также выступал за кабардино-балкарские клубы «Нарт» и «Кавказкабель». В марте 1999 года перебрался в Иорданию, где подписал контракт со столичным «Аль-Ахли». Вызывался в молодёжную сборную Иордании. В 2002 году получил приглашение в национальную команду, за которую провёл четыре матча в отборочных матчах к Кубку Азии, но в заявку на финальный турнир не попал. В 2008 году, выступая за «Луховицы», забил 13 мячей в 30 матчах и по итогам сезона был признан лучшим полузащитником зоны «Центр» Второго дивизиона. В сезоне 2009 года выступал за курский «Авангард». В январе 2010 года подписал контракт с «Губкиным».

## Достижения
- Победитель зоны «Центр» Второго дивизиона: 2009
- Лучший полузащитник зоны «Центр» Второго дивизиона: 2008